# Abd ar-Rahman Munif
Abd ar-Rahman Munif (arab. عبد الرحمن منيف; ur. 29 maja 1933 w Ammanie, zm. 24 stycznia 2004 w Damaszku) – arabski powieściopisarz, pochodzący z Arabii Saudyjskiej, mieszkający we Francji.
Był redaktorem wydawanego w Bagdadzie czasopisma An-Naft wa-at-tanmija. Jest absolwentem studiów ekonomicznych na Uniwersytecie w Belgradzie. Później poświęcił się literaturze. Uważany jest za jednego z najwybitniejszych współczesnych pisarzy arabskich. Jest autorem powieści poświęconych przede wszystkim problemom społeczno-politycznym świata arabskiego i muzułmańskiego (m.in. debiutancka powieść Asz-Szadżar wa-ightijal Marzuk z 1973 roku). Za najwybitniejsze jego dzieło uważa się jednak powieść Szark al-mutawassit, w której opisuje metody stosowane przez służby specjalne i funkcjonowanie systemu kontroli obywateli przez państwo w bliżej-nieokreślonym kraju Bliskiego Wschodu.